# Wojciech Belon
Wojciech Jerzy Belon (pseudonim artystyczny Bellon) (ur. 14 marca 1952 w Kwidzynie, zm. 3 maja 1985 w Krakowie) – polski pieśniarz, poeta, kompozytor. Wykonawca piosenki poetyckiej i studenckiej.

## Życiorys
Urodził się w 1952 w Kwidzynie, a w Skarżysku-Kamiennej w 1959 rozpoczął naukę w szkole podstawowej. W 1965 rodzina Belonów osiadła w Busku-Zdroju, gdzie dwa lata później Wojciech ukończył szkołę podstawową – VII i VIII klasę w Szkole Ćwiczeń działającej przy ówczesnym Liceum Pedagogicznym i Studium Nauczycielskim. Od 1967 naukę kontynuował w miejscowym Liceum Ogólnokształcącym.
W tym czasie rozwinął swą pasję turystyczną, zostając członkiem PTTK. Wszędzie brał ze sobą gitarę. Na biwakach, przy ogniskach grał i śpiewał ówczesne szlagiery, stopniowo prezentując przy tych okazjach także własne utwory i kompozycje. Będąc licealistą pierwszy raz wystąpił publicznie z własnymi piosenkami. Latem 1971, wraz z młodszą koleżanką z buskiego liceum, Grażyną Kulawik, zadebiutowali na IV Giełdzie Piosenki Turystycznej w Szklarskiej Porębie piosenką pt. Ponidzie, zdobywając jedną z głównych nagród. To dało początek Wolnej Grupie Bukowina.
Po maturze w 1971 zdawał na historię sztuki, na Uniwersytecie Jagiellońskim, ale nie został przyjęty. Kolejnym miejscem nauki stał się za to Tarnów, gdzie od września 1971 do czerwca 1972 studiował wychowanie muzyczne w Studium Nauczycielskim. Wraz z Jerzym Kaźmierczakiem i J. Korzeniowskim próbował stworzyć zespół poetycko-muzyczny w nowo wybudowanej siedzibie Domu Kultury Zakładów Azotowych. Mimo jego powrotu do WGB zespół Litsong kierowany przez Kaźmierczaka powstał, a w jego repertuarze znalazły się dziś trudne do znalezienia utwory z muzyką Kaźmierczaka i tekstami Bellona, mimo że nagrano je z udziałem Bellona w radio „Belferek”, działającym w Domu Studenta Studium Nauczycielskiego w Tarnowie przy ulicy Słowackiego. Później brał udział w przeglądach piosenki turystycznej (m.in. w Gdańsku podczas „Bazuny”), gdzie zdobył laury.
Po roku spędzonym w Tarnowie wrócił do Krakowa i rozpoczął studia filozoficzne na Uniwersytecie Jagiellońskim.
Znaczącym sukcesem była pierwsza nagroda na Festiwalu Piosenki i Piosenkarzy Studenckich w Krakowie w 1974. Od tej pory Wolna Grupa Bukowina znalazła się w gronie najpopularniejszych przedstawicieli piosenki studenckiej i turystycznej. Jeździli z koncertami po kraju, graniem zarabiali na życie. Żonie – Joannie i córce – Oldze, Bellon poświęcił wiele swoich utworów lirycznych, w których Joannę nazywał „Jasną” lub „Jasnowłosą”.
Z czasem – jak twierdził – z zespołem zatracili pierwotny sens swego muzykowania, jakim było wspólne bytowanie, wspólnie przeżywana radość ze śpiewania, z bycia razem. W grudniu 1981 zawiesili działalność z powodu ogłoszenia przez Wojciecha Jaruzelskiego stanu wojennego.
Od zimy 1982 do wiosny 1985 Bellon współpracował w charakterze „sekcji balladowej” z Wałami Jagiellońskimi, początkowo pod szyldem „Grupa Adres: Bukowina, ulica Wały Jagiellońskie 2”. Niezależnie od występów z Wałami, nadal koncertował samodzielnie oraz z gitarzystami „Bukowiny”: Wojciechem Jarocińskim, Wacławem Juszczyszynem, Janem Hnatowiczem.
Na Ogólnopolskim Przeglądzie Piosenki Turystycznej „Włóczęga '85” w Zielonej Górze wystąpił gościnnie, akompaniując sobie na gitarze. Recytował swoje nowe wiersze, śpiewał nowe i stare piosenki.

## Twórczość
Tematyka wierszy i piosenek Bellona jest dość zróżnicowana. Dużą część utworów poświęcił on opisaniu klimatu górskiego krajobrazu, nawiązując do twórczości Jerzego Harasymowicza (Pejzaże harasymowiczowskie, Sprzysiężenie górskiego kamienia). W utworach tego typu przyroda jest często pretekstem do poruszenia innych tematów takich jak potrzeba bliskości czy przyjaźni z drugim człowiekiem oraz ucieczka od rutyny i monotonnej codzienności. Często są one bezpośrednim apelem skierowanym do ludzi czujących podobnie  jak autor (Bez słów, Bukowina II, Pieśń Łagodnych) i zawierają krytykę bezrefleksyjnego sposobu życia w wielkich miastach (Chyli się dzień do kresu, Nocna piosenka o mieście).
Część piosenek Belon poświęcił historiom prostych, zwyczajnych ludzi, nieraz zainspirowany autentycznymi wydarzeniami (Majster Bieda, Ballada o Cześku Piekarzu). Kilka jego utworów dotyczących miłości miało bardzo osobisty charakter (Kołysanki dla Joanny, Między nami, Poślę dziewczynie).
Innym nurtem twórczości poety są gorzkie, nieraz sarkastyczne utwory wyrażające uczucia związane z przemijaniem. (Bar na Stawach, P.S. jesiennej miłości, Piosenka o zajączku).
W ostatnich wierszach pojawiło się przeczucie nadchodzącej śmierci, a także wątki biblijne. (Jakże blisko, Motyw biblijny, Pieśń ślepca).
Pieśniarz tworzył także piosenki znacznie odbiegające od klimatu jego najbardziej znanych utworów. Były to głównie utwory o charakterze humorystycznym i kabaretowym, nieraz frywolne (Ballada o Zyźku Wilku, Tango Jimmy). Kilka z nich w dowcipny sposób krytykowało społeczno-polityczne realia panujące w latach 70. XX wieku w Polsce (Zamek, Ballada o Tatuśku działaczu).

## Życie prywatne

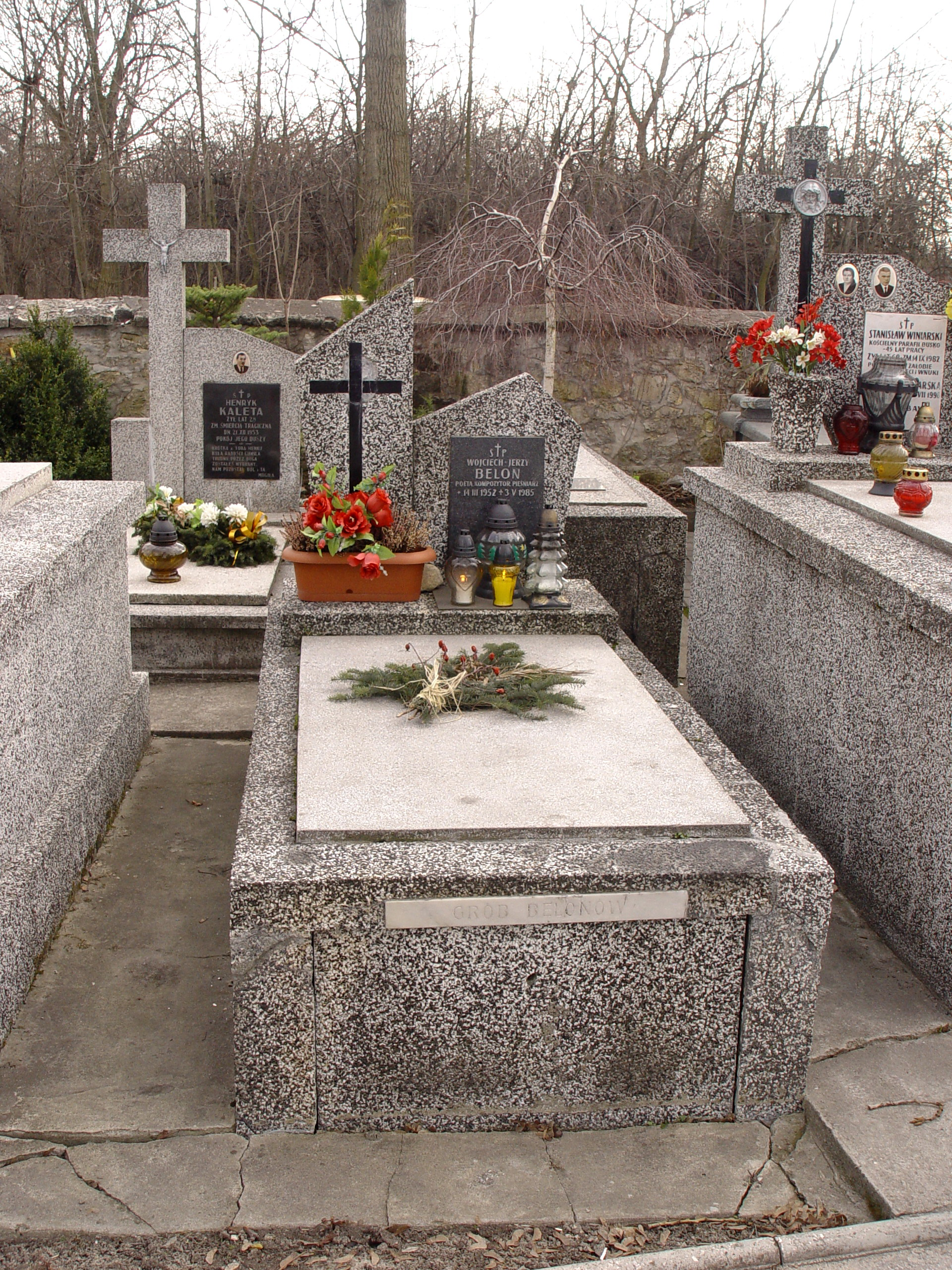
Grób artysty na buskim cmentarzu parafialnym. (lokalizacja:

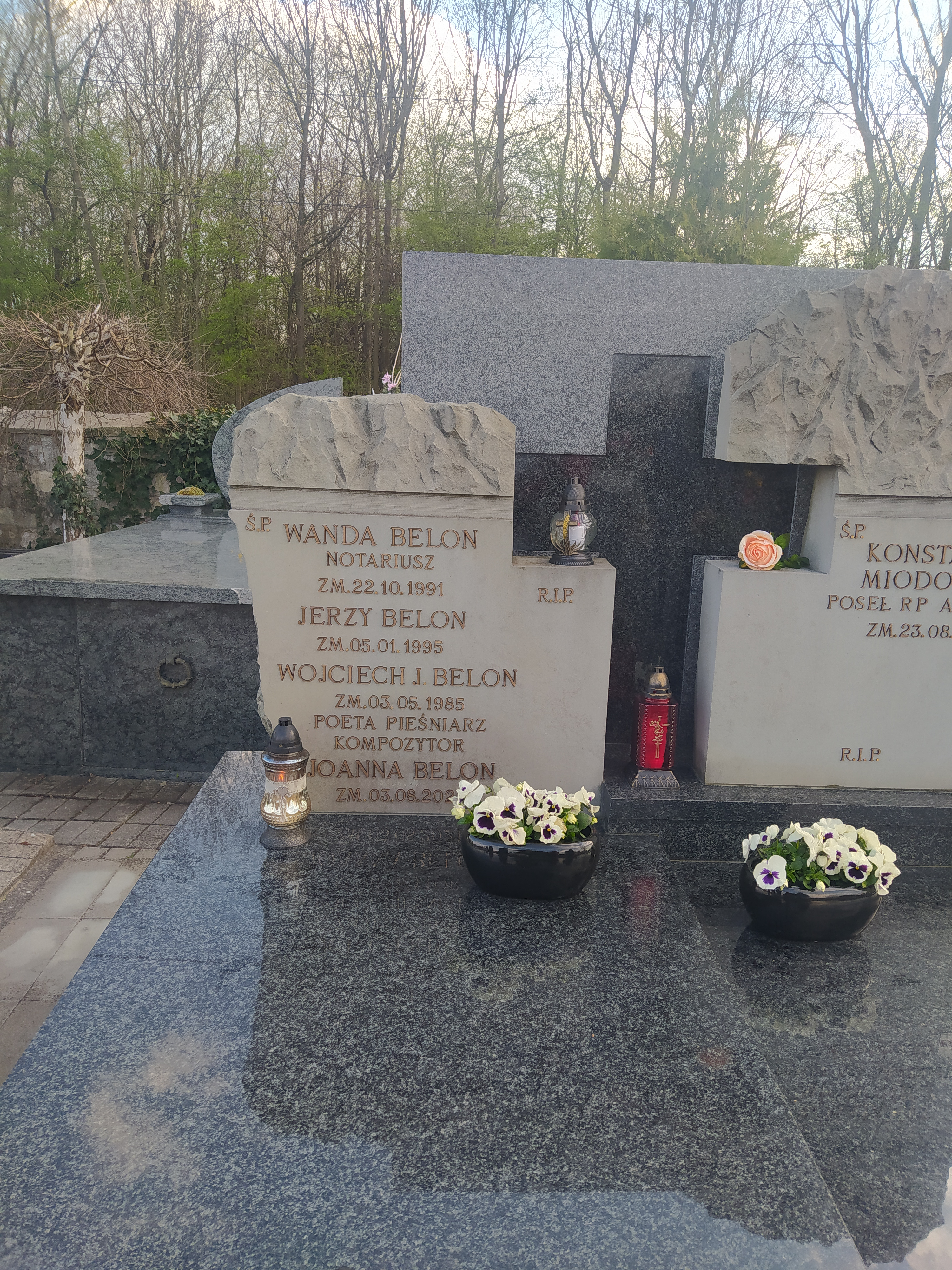
Nowa płyta nagrobna Wojciecha Belona.

Kwidzyn, gdzie urodził się muzyk, był rodzinnym miastem matki, Wandy ze Stępnikowskich, notariuszki. Niebawem po urodzeniu syna rodzina przeprowadziła się na krótko do Opola Lubelskiego, skąd pochodził jego ojciec, Jerzy, inżynier budowlany. Tam na świat przyszła jego młodsza siostra Małgorzata, późniejsza żona Konstantego Miodowicza. Następnie rodzina Belonów przeniosła się do Skarżyska-Kamiennej, a jeszcze później, w Busku-Zdroju, zamieszkali na osiedlu Świerczewskiego.
W 1977 miał miejsce ślub muzyka z Joanną Kornagą, pochodzącą ze Szczawnicy studentką etnografii Uniwersytetu Jagiellońskiego. Córka Olga urodziła się im w 1978 roku. 
Artysta od wczesnej młodości zmagał się z bolesnym schorzeniem nerek; chorób nerek doświadczała również jego siostra.
Zmarł w wieku 33 lat w Krakowie w nocy z 3 na 4 maja 1985 w Szpitalu Klinicznym (przekształcony w Szpital Uniwersytecki w Krakowie), gdzie miał być poddany zabiegowi dializy nerek. 
Pogrzeb Wojciecha Belona odbył się w Busku-Zdroju 8 maja 1985 przy ulicy Langiewicza. Wdowa po Belonie w XXI wieku zamieszkała w Chicago. Zmarła 4 sierpnia 2021.

## Pamięć o Wojtku Belonie

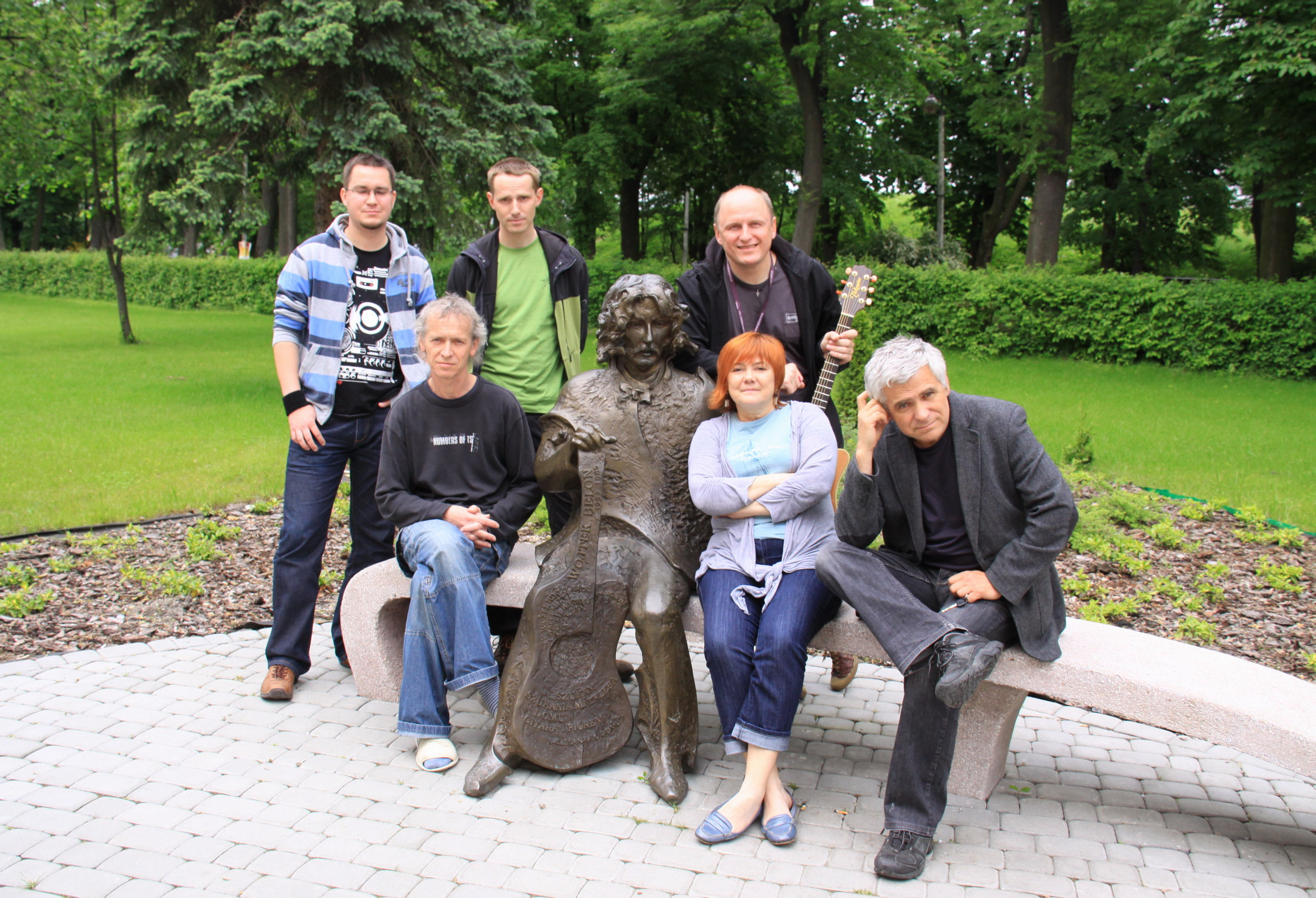
Artyści z Wolnej Grupy Bukowina na Ławeczce Wojtka Belona w Busku-Zdroju.

15 maja 1992 r. w holu Buskiego Domu Kultury odsłonięto tablicę pamiątkową i nadano instytucji imię muzyka w obecności m.in. żony i córki.
W Busku-Zdroju pod koniec maja odbywa się Ogólnopolski Festiwal Piosenki im. Wojtka Belona „Niechaj zabrzmi Bukowina”. Organizatorem Festiwalu jest Buskie Samorządowe Centrum Kultury.
Od 2007 r. w Pałacu Wielopolskich w Chrobrzu oglądać można ekspozycję poświęconą bardowi Ponidzia. 23 czerwca 2011 r. artyści z Wolnej Grupy Bukowina przekazali placówce medal „Zasłużony Kulturze Gloria Artis”, którym uhonorowało ich Ministerstwo Kultury i Dziedzictwa Narodowego.
W Busku-Zdroju przed budynkiem BSCK dnia 20 września 2008 roku odsłonięto pomnik z brązu – ławeczkę Wojtka Belona, autorstwa artysty rzeźbiarza Jacka Kucaby.

## Utwory poświęcone Wojciechowi Belonowi
- Tylko góry te same – muz. i sł. Jan Hnatowicz, wyk. Anna Treter płyta Na południe wyd. 2003
- Wojtka Bellona ostatnia ziemska podróż do Włodawy – muz. Krzysztof Myszkowski, sł. Adam Ziemianin, wyk. Stare Dobre Małżeństwo, płyta Czarny blues o czwartej nad ranem wyd. 1992
- Piosenka dla Wojtka Bellona – muz. Krzysztof Myszkowski, sł. Aleksandra Kiełb-Szawuła, wyk. Stare Dobre Małżeństwo, płyta Makatki wyd. 1990
- Prosto od serca – muz. Krzysztof Myszkowski, sł. Adam Ziemianin, wyk. Stare Dobre Małżeństwo
- U studni – muz. Krzysztof Myszkowski, sł. Adam Ziemianin, wyk. Stare Dobre Małżeństwo
- Wspomnijmy byłych poetów – muz. Ryszard Pomorski, sł. Wiesław Buchcic, wyk. Wołosatki
- Requiem dla Majstra Biedy – Maciej Służała
- Epitafium – sł. Anna Szaleńcowa, Andrzej Mróz, muz. Andrzej Mróz
- Bartne – Bogusław Diduch, M.Czyżykiewicz
- Bellonika z miastem – Krzysztof Jurkiewicz
- List do siebie – Piotr Bukartyk
- Gór mi mało – Tomasz Borkowski
- Piosenka z Harasymowicza – sł. i muz. Michał Łangowski
- Mała piosenka o Niebie – Grzegorz Bukała
- Szkic do portretu – Mariusz Zadura
- Zajazd na końcu świata – Tomasz Pałczyński
- Zwyczajna pieśń człowieka – Sylwester Szweda
- Piosenka dla Przyjaciela – Andrzej Pacuła
- Dlaczego nie interesują mnie telewizyjne seriale – Mariusz Kamper
- Ballada o Wojtku – Jerzy Stadnicki
- Zima serca – (TPW)
- Regge dla Wojtka – Tadeusz Leśniak
- Listownie do Wojtka B.– muz.Dariusz Czarny, sł.Adam Ziemianin, wyk.zespół U Studni
- I nawet już mam ten dom – Piotr Bukartyk
- Fakt – Roman Kołakowski
- Bieszczadula – muz. Andrzej Wawrzyniak, sł. Andrzej Ciach, wyk. Klub Piosenki A PRIORI
- Bellonika z Grzesiem - sł. Grzegorz Szafoni, muz. Michał Łangowski